# 岫雲

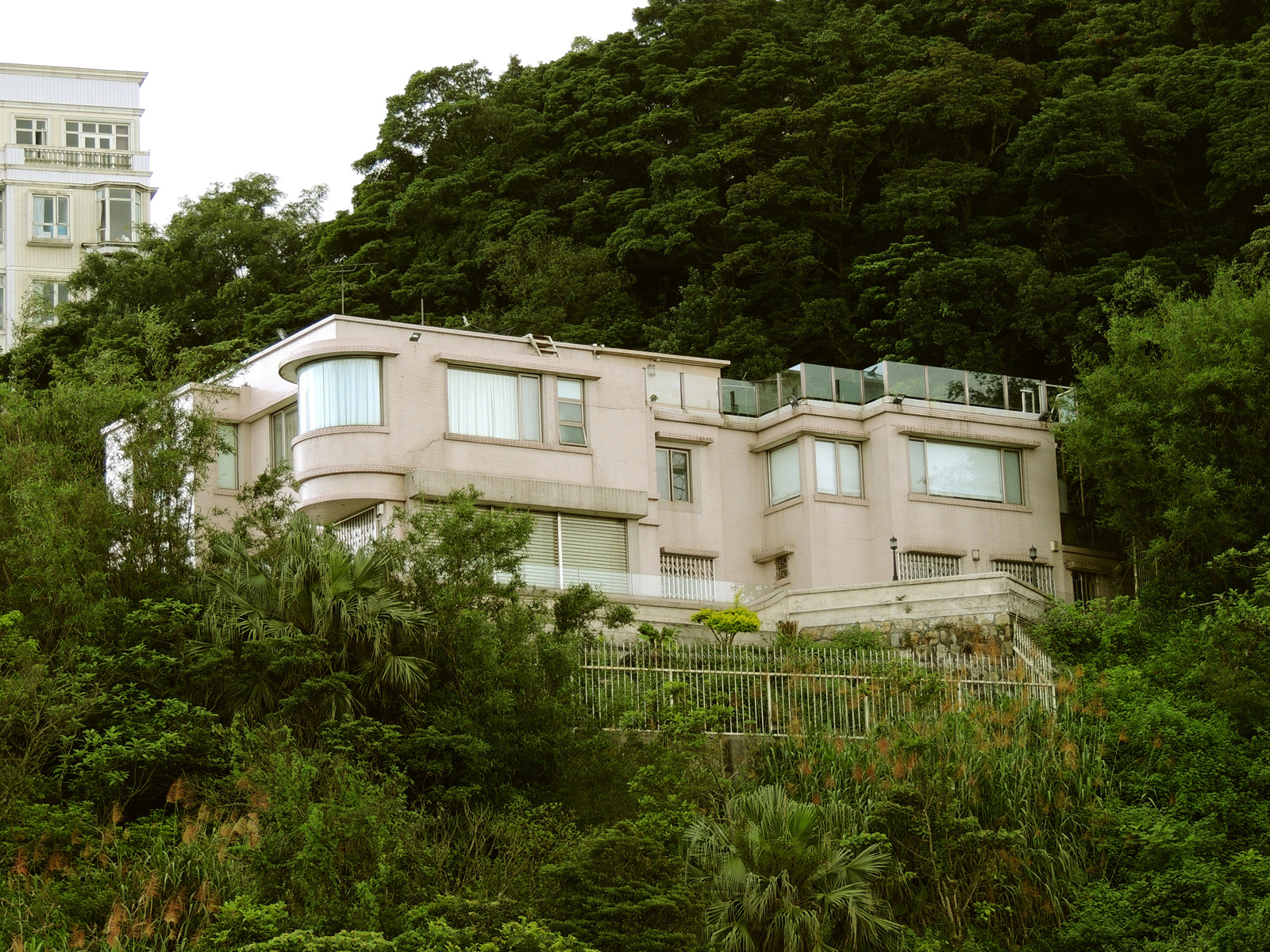
岫雲

岫雲（英語：Chu Wan，「岫」音同「袖」）是香港一座古老大宅，位於香港島太平山柯士甸山道4號，鄰近爐峰峽，現已被列為香港三級歷史建築。
岫雲於1904年至1906年期間興建（119-121年樓齡），由於當時政府於1904年起限制華人於山頂居住，故相信該大宅是由外國人興建及居住。大部份於二戰前興建的山頂建築物已被拆卸重建，岫雲為現時少數僅存的同期興建之住宅建築。
1987年李和聲以1100萬元購入，持有至今。